# Вашингтон (окръг, Оклахома)
Вижте пояснителната страница за други населени места с името Вашингтон.
Окръг Вашингтон (на английски: Washington County) е окръг в щата Оклахома, Съединени американски щати. Площта му е 1098 km², а населението – 48 996 души (2000). Административен център е град Бартълсвил.